# El Granado, San Luis Potosí
El Granado är en ort i Mexiko.   Den ligger i kommunen Xilitla och delstaten San Luis Potosí, i den centrala delen av landet, 230 km norr om huvudstaden Mexico City. El Granado ligger 567 meter över havet och antalet invånare är 231.
Terrängen runt El Granado är kuperad åt nordost, men åt sydväst är den bergig. Runt El Granado är det ganska tätbefolkat, med 160 invånare per kvadratkilometer. Närmaste större samhälle är Villa Terrazas, 12,2 km öster om El Granado. Omgivningarna runt El Granado är en mosaik av jordbruksmark och naturlig växtlighet.